# Dores de Guanhães
Dores de Guanhães là một đô thị thuộc bang Minas Gerais, Brasil. Đô thị này có diện tích 381,826 km², dân số năm 2007 là 5528 người, mật độ 14 người/km².